# Mircea al II-lea
Mircea al II-lea (n. 1422, Sighișoara, Regatul Ungariei – d. 12 decembrie 1446) domn al Țării Românești între primăvara - vara/toamna 1442. 

## Biografie
Este fiul lui Vlad al II-lea Dracul și nepot al lui Mircea cel Bătrân, probabil asociat la domnie de către tatăl său și ocupând singur tronul în momentul în care, chemat de sultan, „pe Dracula (Vlad Dracul n.t.) l-au prins și l-au închis în cetatea Galipoli iar cei doi fii ai săi (Vlad Țepeș și Radu cel Frumos n.a.) au fost internați în fortăreața Egrigöz din vilaietul Ghermiyan“ („Cronica lui Așik pașazadé“ în „Cronici turcești privind țările române“, I, p. 88).
Iancu de Hunedoara, voievodul Transilvaniei și ruda voievodului arestat, după victoria asupra lui Mezid beg, lansează o ofensivă în Țara Românească înfrângându-l pe Mircea și punând pe tron pe protejatul său Basarab al II-lea.
În urma acestor evenimente, Mircea fiul lui Vlad Dracul dispare din documente.